# Gábor Dobos
Pour les articles homonymes, voir Dobos.
Gábor Dobos, né à Budapest le 21 février 1976, est un athlète hongrois spécialiste du 100 mètres.
En 2000, Gábor Dobos a échoué un test de dépistage de drogue. Il échoue un second test de dépistage durant les Championnats d'Europe d'athlétisme 2006. En décembre 2006, il fut banni à vie des compétitions d’athlétisme,.

## Résultats
- Championnats du monde d'athlétisme 1999 : 7e place en relais 4 × 100 mètres;
- Championnats du monde d'athlétisme en salle 2003 : 5e place au 60 mètres;